# 静岡市立清水駒越小学校
静岡市立清水駒越小学校（しずおかしりつ しみずこまごえしょうがっこう）は、静岡県静岡市清水区駒越東町にある公立小学校。

## 沿革
- 1874年（明治7年） - 「伝習舎」開校[1]。
- 1885年（明治18年） - 「不二岳学校」に改編[1]。
- 1889年（明治22年）12月 - 「不二見村立不二見南尋常小学校」と改称[1]。
- 1924年（大正13年）3月 - 清水市制実施に伴い、「清水市立不二見南尋常小学校」と改称[1]。
- 1926年（大正15年）9月 - 「清水市立駒越尋常高等小学校」と改称[1]。
- 1941年（昭和16年）4月 - 国民学校制定により、「清水市立駒越国民学校」と改称[1]。
- 1947年（昭和22年）4月 - 六三制実施により、「清水市立駒越小学校」と改称[1]。
- 1974年（昭和49年） - 開校100年記念式典[1]。
- 2003年（平成15年）4月1日 - 静岡市との合併に伴い、「静岡市立清水駒越小学校」に改名[1]。

## 通学区域
清水区

| - 折戸一丁目の一部 - 港南町 - 駒越 - 駒越北町 - 駒越中一丁目・二丁目 - 駒越西一丁目・二丁目 | - 駒越東町 - 駒越南町 - 増の一部 - 殿沢一丁目・二丁目 - 蛇塚 - 迎山町 |

## アクセス
- しずてつジャストライン三保線・山原梅蔭寺線 「駒越」停留所から、徒歩8分
- しずてつジャストライン三保草薙線（土日祝日運休） 「駒越東」停留所から、徒歩6分